# Versbindning
Versbindning eller enjambemang (övergång, överklivning) är ett fenomen i den poetiska metriken som innebär att övergången från en versrad till nästa inträffar på ett annat ställe än avgränsning mellan meningar eller satser, som till exempel i följande lilla text:  
Gack ej i så höga
tankar; sänk ditt öga!
Något modernare: 
Han köpte hos handlar'n fyra
kakor choklad; de var dyra.
Man skulle också kunna uttrycka det som att en mening (eller sats) inte avslutas vid radbrytet utan fortsätter över på nästa rad. 
Motsatsen, det vill säga att en mening avslutas i versraden, kallas versklyvning.